# Песяк, Луиза
Луиза Песяк (Песякова) (словен. Luiza Pesjak; 1828—1898) — словенская писательница, поэтесса и переводчица.

## Биография
Родилась 12 июня 1828 года в Любляне в семье адвоката Blaž Crobath, была старшим ребёнком.
Обучалась в частном заведении Fröhlichov, где в дополнение к обычному образованию девочек получила знания в романских языках и литературе. 1844 год стал началом её поэзии, писала на словенском и на немецком языках. Большое влияние на Луизу и её современников оказал Фран Левстик — словенский писатель, драматург и критик. 
После смерти отца, в 1848 году Луиза вышла замуж за богатого купца и предпринимателя Симона Песяк (словен. Simon Pesjak), у них родилось пятеро дочерей. В семье они говорили по-немецки и по-французски.
Литературной деятельностью занялась раньше — в 1840 году, писала тоже на немецком языке. Её «Poetische Versuche» датируется 1843-1844 годами. Хорошо владела и английским. После 1860 года Луиза Песяк стала членом словенского национального движения и начала писать патриотические произведения. Первое из них с названием Kar ljubim было написано в 1864 году и опубликовано в Bleiweisovih novicah. Писала книги для детей. Из её произведений этих лет можно отметить Očetova ljubezen (Novice, 1864), Dragotin (Slovenski glasnik, 1864), Beatin dnevnik (книга, 1887), Rahela (Letopis Matice slovenske, 1870). Также публиковалась в других изданиях. В более поздний период жизни Луизу Песяк привлекли романтические и любовные романы.
Умерла 1 марта 1898 года в Любляне. Прижизненный портрет писательницы создал словенский художник Михаил Строй, позже изданный на почтовой марке Югославии.

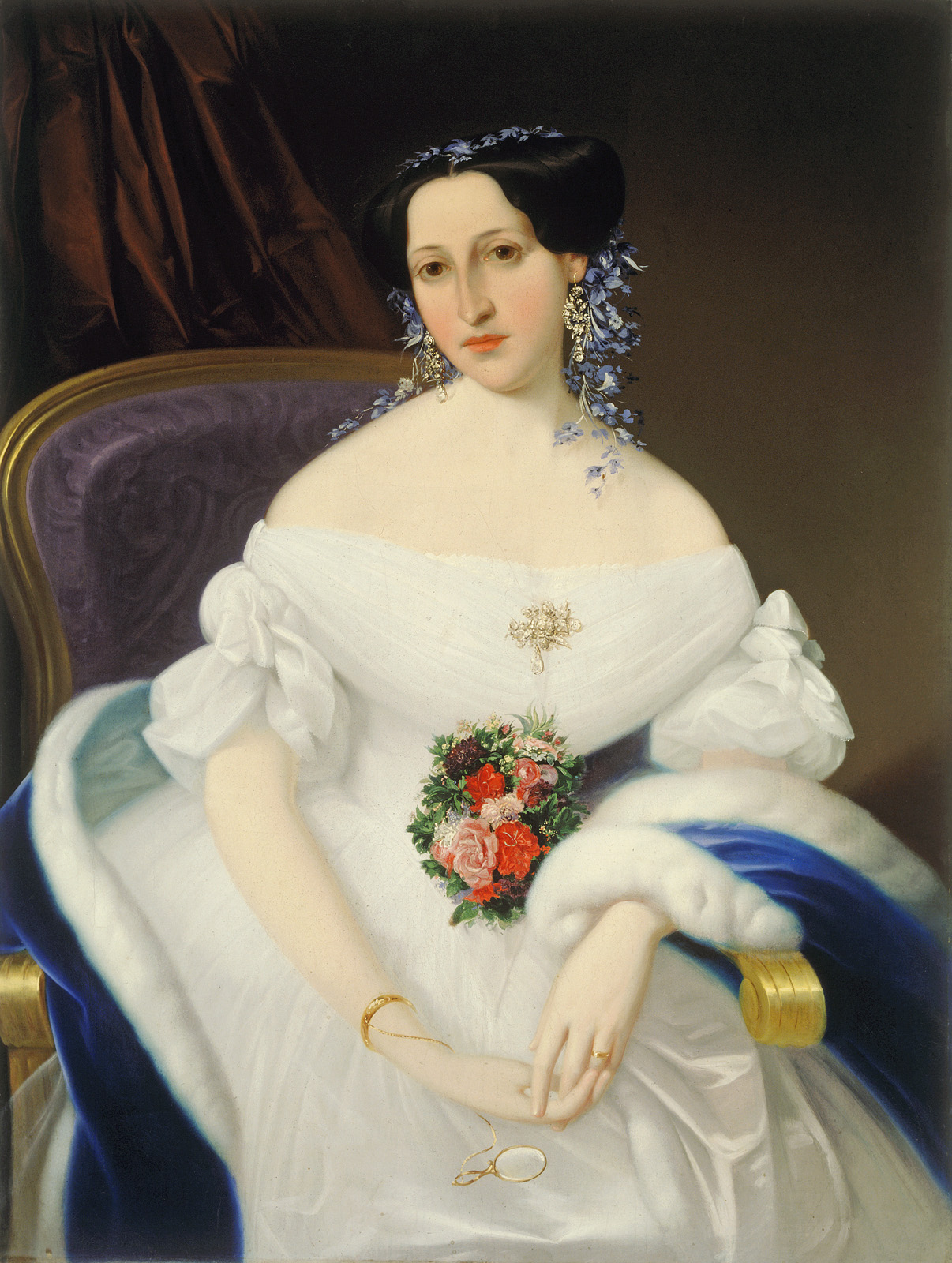
Луиза Песяк, портрет Михаила Строя
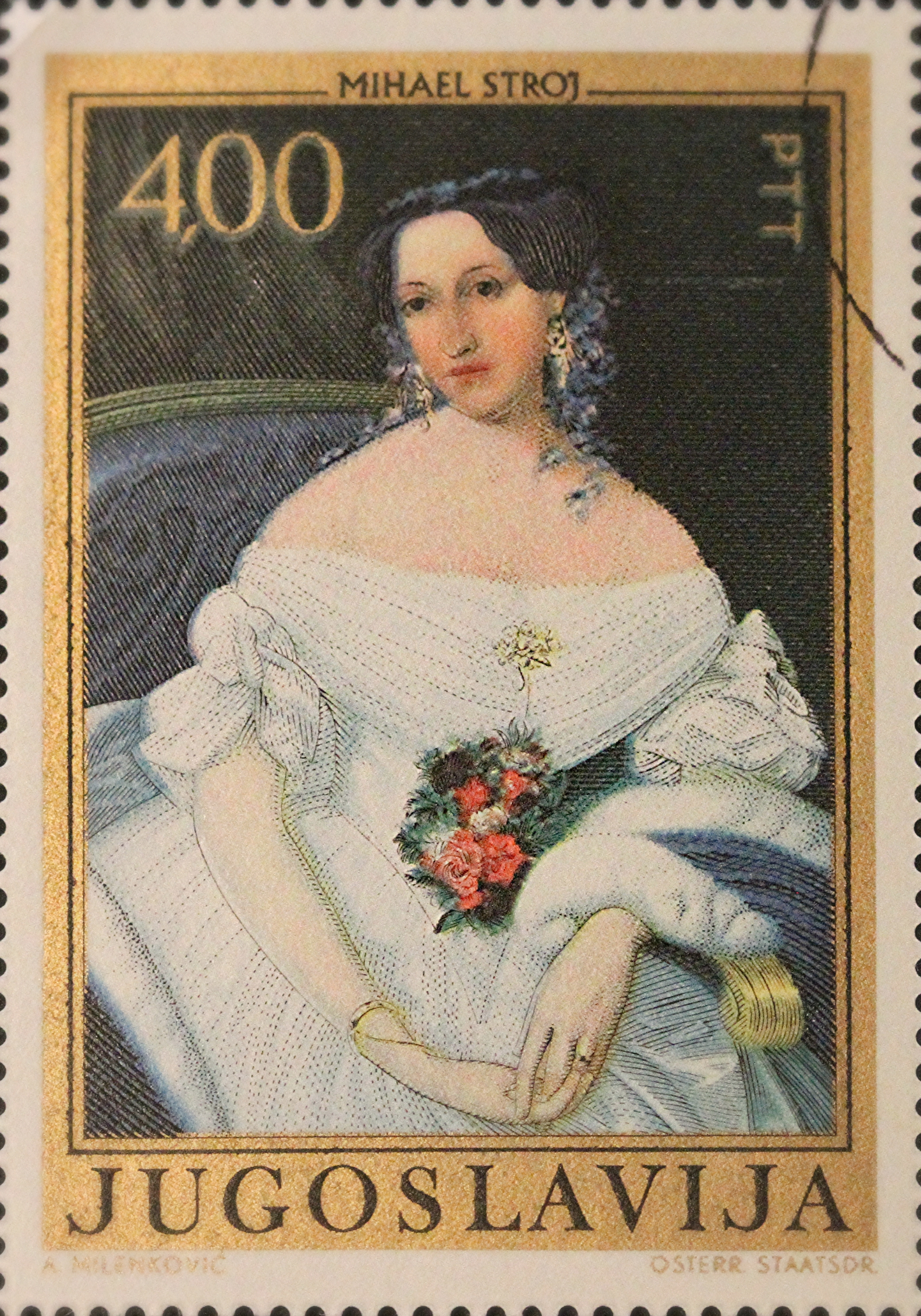
Репродукция портрета на почтовой марке Югославии